# For Ladies Only
For Ladies Only è il sesto album discografico in studio del gruppo musicale rock canadese/statunitense Steppenwolf, pubblicato nel 1971.

## Tracce
Parte 1
1. For Ladies Only - 9:13
2. I'm Asking - 4:25
3. Shackles and Chains - 4:57
4. Tenderness - 4:51

Parte 2
1. The Night Time's for You - 2:56
2. Jaded Strumpet - 4:40
3. Sparkle Eyes - 4:29
4. Black Pit - 3:46
5. Ride with Me - 3:15
6. In Hopes of a Garden - 2:01

## Formazione
- John Kay - voce, chitarra
- Kent Henry - chitarra
- Goldy McJohn - tastiere
- George Biondo - basso, cori
- Jerry Edmonton - batteria